# Olivier lo Templier
Olivier lo Templier, in italiano Oliviero il Templare (fl. 1269), è stato un cavaliere templare e trovatore probabilmente originario della Catalogna.

## Biografia
Appare come lo templier En'Olivier in un canzoniere, dove si è conservato il suo unico componimento, Estat aurai lonc temps en pessamen ("Sono stato a preoccuparmi per molto tempo"). Potrebbe essere lo stesso Ramon Oliver che appare come comandante della casata templare di Gardeny nei pressi di Lleida nel 1295. Da non confondere con un altro trovatore templare, Ricaut Bonomel, il cui stile era molto diverso e, per di più, scrisse in Terra Santa.
La sua canso può essere datata precisamente a causa del suo riferimento alla flotta dei crociati che salpava nel 1269 da Barcellona con a capo Giacomo I d'Aragona. Olivier scrive la canzone per Giacomo, di cui era un sincero sostenitore, e per i baroni di Catalogna per il successo della loro impresa.
L'identità catalana di Olivier può soltanto essere postulata in base all'evidenza interna della sua canso, nel cui ultimo verso menziona il signore di Gelida, Guerau de Cervelló, con il quale Olivier potrebbe avere avuto legami. Inoltre, nella sua declinazione traspare il catalanismo, ma questo potrebbe essere attribuibile ai copisti e non a Olivier. La sua devozione per Giacomo, oltretutto, non può essere di per sé presa come prova della sua identità catalana.